# Tour Giberti
La tour Giberti, aussi dénommée tour Chauvet, est un bâtiment situé à Pernes-les-Fontaines, dans le Vaucluse.

## Histoire
La tour Giberti a fait partie d'un hôtel particulier, construit entre la fin du XVIe siècle et le début du XVIIe siècle, en réaménagement d'un bâtiment datant du XIIe siècle.
La tour porte le nom de deux anciens résidents du lieu : Chauvet est le nom de famille du dernier propriétaire du bâtiment (Pierre Chauvet et son épouse étaient artistes peintres) ; elle est surtout connue sous le vocable Giberti, du nom du médecin Jean-Julien Giberti (1671-1754), premier historien local, ayant écrit une monographie sur Pernes-les-Fontaines, encore consultable à la Bibliothèque Inguimbertine de Carpentras.
La municipalité de Pernes-les-Fontaines achète la tour en 2015. Après un an de travaux, courant 2019, elle a installé le CCAS, ainsi que le club du 3e age de la commune, dans la Tour Giberti.
La tour Giberti est inscrite au titre des monuments historiques, depuis le 11 septembre 2019.

## Descriptif
Il reste du bâti d'origine une tour de 16,5 mètres, initialement composée de trois étages. Comme couramment au moyen âge et à la renaissance, le rez-de-chaussée était destiné à un usage domestique, le premier étage étant plus pour l'apparat. Le rez-de-chaussée ne comporte aucune ouverture vers l'extérieur, en dehors de la porte, donnant sur la rue. La maçonnerie est essentiellement en pierre, contrairement aux étages supérieurs, en plâtre. Le premier étage était l'étage noble de l'édifice, avec un plafond vouté, d'une hauteur de 7,5 mètres sous plafond. Une porte d'accès directe à l'extérieur, donnant sur un escalier, isolant cette salle d'apparat, du rez-de-chaussée à fonctions plus militaires. Cet escalier est l'un des rares à être en pierre et non en bois, comme il est de coutume sur les tours urbaines de cette époque, en Comtat Venaissin. La décoration du premier étage présente encore des motifs du XIIe siècle, notamment sur l'arc de la voute, ornée d'un bandeau orné de gorges et de motifs végétaux. Le second étage, remanié au XVIIe siècle, est plus petit qu'au premier, avec une hauteur sous plafond de 6,35 mètres. Il n'est éclairé que d'une seule fenêtre.
Les restructurations du XVIIe siècle ont effacé la plupart des éléments architecturaux du Moyen Âge, en dehors des fenêtres à meneaux.